# Robin Asterhed
Robin Asterhed, född 29 juli 1987, är en svensk fotbollstränare. 

## Karriär
Asterhed började som ungdomstränare i Malmö FF som 20-åring och stannade tills 2019 då han fick rollen som P19-tränare i danska FC Köpenhamn. Inför säsongen 2021 rekryterades han av nyblivna superettanlaget IFK Värnamo. 
Ett år senare återvände han till Malmö FF i rollen som chefsscout. Som sådan blev han kvar över två säsonger innan han flyttade till Norge och blev assisterande tränare åt Andreas Georgsson inför säsongen 2024. Asterhed skrev på ett treårskontrakt med Lilleström, men redan i oktober samma år han fick sparken och fick lämna.  Efter bara en vecka blev han dock presenterad av nu allsvenska IFK Värnamo som deras nya assisterande tränare. 
Sex matcher in i säsongen 2025, varav samtliga alla förluster, fick Asterhed sparken från IFK Värnamo. 
Därefter tog Asterhed över Superettan-klubben Landskrona BoIS efter att tidigare tränare Max Mölder flyttat till Polen. Hans första match är mot Oddevold borta 01/06-25.